# ياسوهيرو كونيشي
ياسوهيرو كونيشي (باليابانية: 小西康裕؛ بالكانا: こにし やすひろ) هو لاعب كاراتيه ياباني، ولد في 1893 في تاكاماتسو في اليابان، وتوفي في 1983 في طوكيو في اليابان.

## وصلات خارجية
- الموقع الرسمي